# Amphilejeunea reflexistipula
Amphilejeunea reflexistipula là một loài Rêu trong họ Lejeuneaceae. Loài này được (Lehm. & Lindenb.) Gradst. mô tả khoa học đầu tiên năm 2001.